# Bildningscampuset Sjundeå Hjärta
Bildningscampuset Sjundeå Hjärta (finska: Sivistyskampus Siuntion Sydän) är ett tvåspråkigt bildnings- och välfärdscampus i Sjundeå i Finland. I campuset finns rum för finsk- och svenskspråkiga förskolor, såsom Aleksis Kivi skola, Sjundeå svenska skolan, Sjundeå kommunbibliotek samt ungdomslokaler. Bildningscampuset Sjundeå Hjärta ligger i kommunens centrum vid Sjundeå stationssamhälle.

## Arkitektur
Bildningscampuset Sjundeå Hjärta har byggds av SRV-yhtiöt. Kommunen beslutade sig för att bygga ett nytt bildningscampus eftersom de gamla skolbyggnaderna i Sjundeå hade stora problem med inneluften. Syftet med det nya bildningscampuset är, i och med serviceavtalet på 20 år, att säkerställa hälsosamma och trygga inomhusluftsförhållanden i campusbyggnaden.
Campuset var vid färdigställandet ett av de största byggprojekten i Sjundeå någonsin.
På våren 2022 berättade bland annat YLE att Sjundeås nya bildningscampus blev för litet. Två moduler i campuset är reserverade för yngre skol- och förskolebarn, men när Sjundeå kommun gick med i försöket med tvåårig förskola hade man redan börjat byggarbetet på campuset. Antalet förskolebarn blev större och därmed hade de nya lokalerna blivit för små.
Sjundeå kommun ordnade en konsttävling för att få placera konst på det nya bildnings- och välfärdscampuset. Bidraget Vykort från Sjundeå vann tävlingen. Det vinnande bidraget har formgivits av bildkonstnärerna Jaakko Niemelä och Helena Hietanen.
För att bestämma namnet för bildningscampuset anordnade kommunen en namntävling. Alla sjundeåbor var välkomna att föreslå ett namn i början av 2022.